# Birranga-hegyvidék
A Birranga-hegyvidék (oroszul: Го́ры Бырра́нга [Gori Birranga]) hegység Ázsiában, Oroszország területén, Szibériában. A Tajmir-félsziget északi részén helyezkedik el.
Hossza körülbelül 1100 kilométer. A Birranga-hegyvidék területén párhuzamos, erősen lekopott hegyláncok és fennsíkok rendszere található meg. Legmagasabb pontja, a Lednyikovaja Gora, mely 1121 méterre emelkedik ki, a hegység északkeleti részén helyezkedik el.
A hegyvidék kristályos a legnagyobb mértékben palából, kvarcitból és a paleozoikumból származó mészkőből, valamint diabázzal áttört, perm időszaki üledékekből épül fel.
A Birranga-hegyvidék északkeleti részén glaciális formák és jégárak találhatóak meg, melyek területe összesen mintegy 30 km2.
Éghajlata rendkívül hideg tundra típusú. A januári középhőmérséklete −30 °C és −34 °C között változik. A hegységet hegyi köves és igazi tundra fedi, a magasabb tetőkön kopár fagysivatagok is előfordulnak.